# La grande casa (Montgomery)
La grande casa (Anne of Ingleside) è un romanzo della scrittrice canadese Lucy Maud Montgomery, pubblicato nel 1939. Prendendo in considerazione lo svolgersi della trama, il romanzo è il sesto libro della saga di Anna dai capelli rossi. Tuttavia, nel complesso degli undici libri incentrati in vario modo sulla storia di Anna Shirley, è il decimo in ordine di pubblicazione. L'autrice infatti, dopo aver scritto un primo nucleo di otto romanzi, tornò a distanza di anni sulla saga, scrivendo altri tre capitoli (tra cui La grande casa) che narravano momenti della vita di Anna precedentemente tralasciati.
Il romanzo narra la vita di Anna Shirley come moglie e madre a Ingleside, la grande casa che accoglie la sua numerosa famiglia.

## Trama
La famiglia di Anna e Gilbert si sta ingrandendo. Dopo i gravi problemi di maternità, la prima figlia infatti sopravvive solo poche ore dopo il parto, e la nascita del primo figlio Jem, i due sposi sono costretti loro malgrado a trasferirsi dalla Casa dei Sogni a una dimora più confortevole, la grande casa di Ingleside. Qui Anna troverà finalmente la serenità dando alla luce altri cinque bambini: le gemelle Diana e Anna (Nan), Walter, Shirley e Marilla (Rilla). 
Nonostante non sia più la ragazzina di un tempo, Anna non ha perduto del tutto il suo carattere da sognatrice, ora accompagnato da quel senso pratico e quella fermezza che le daranno più di una volta aiuto nell'affrontare i piccoli e grandi problemi quotidiani.

## Edizioni
- Lucy Maud Montgomery, La grande casa, traduzione di Paolo Ghirardi, collana Corticelli, Mursia, 1992,  p. 243, ISBN 88-425-1234-6.
- Lucy Maud Montgomery, Anna di Ingleside, traduzione di Ilaria Isaia, e-book, Il Gatto e La Luna, 2013.